# Parissalongen

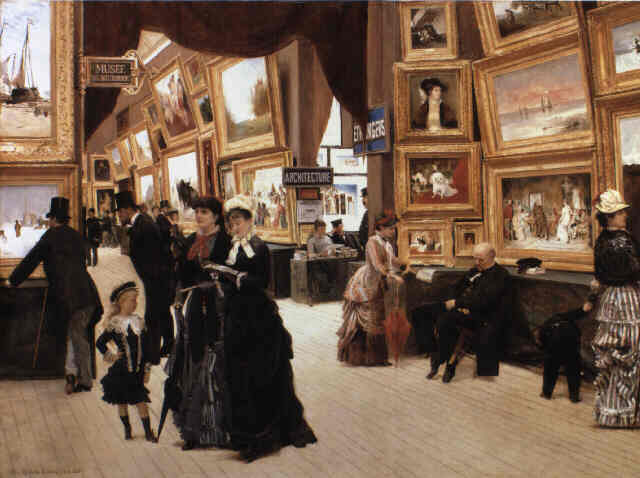
Un coin du Salon en 1880 (Ett hörn av salongen 1880), målning av Édouard Joseph Dantan.

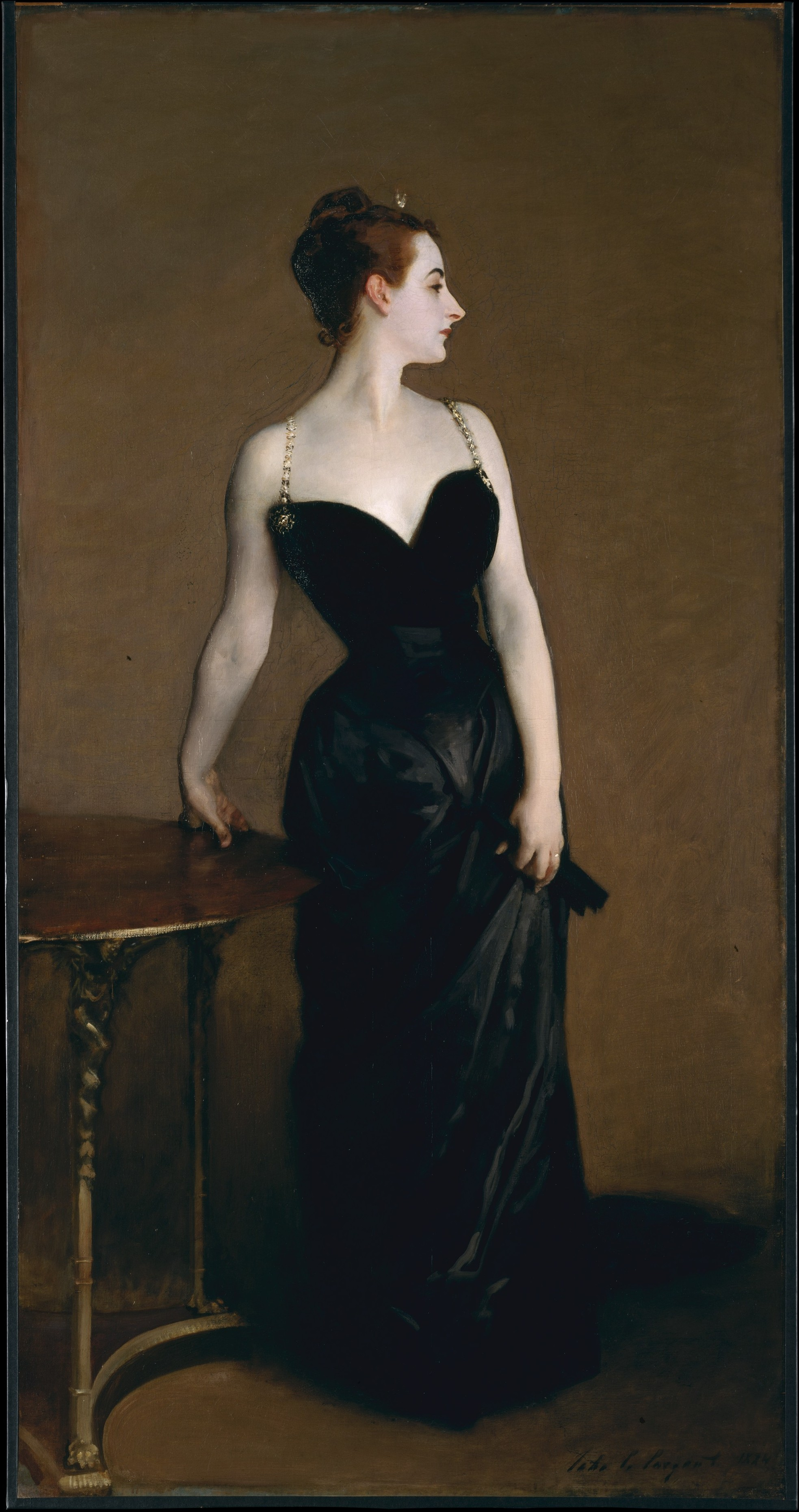
Porträtt av Madame X av John Singer Sargent från 1884 års salong.

Parissalongen, Parisersalongen eller bara Salongen, på franska Salon de Paris, var en årlig utställning i Paris som skulle visa det nyaste inom samtidskonsten. Under perioden 1784 till 1890 var det den viktigaste konsthändelsen i världen. Mot slutet av 1800-talet uppstod det konkurrerande utbrytarutställningar vilket fick salongen att minska i betydelse och sedan byta både namn och inriktning.

## Historia
Parissalongen anordnades första gången 1667 efter ett initiativ från Ludvig XIV, för att visa det franska hovets konstnärliga smak. Från 1725 arrangerades Parissalongen i Louvren, och utställningen fick då sitt officiella namn – Salon de Paris. På 1700- och 1800-talet ansågs det som en stor ära och ett viktigt karriärsteg att få ställa ut där.
Under slutet av 1800-talet blev Parissalongen alltmer förknippad med en konservativ och akademisk smak, och kritiserades av alltfler konstnärer. Både de franska realisterna och impressionisterna blev refuserade av salongens jury, vilket medförde att en grupp konstnärer bröt sig ur och arrangerade sin egen utställning, De refuserades salong (Salon des Refusés) år 1863.